# Stylopathes litocrada
Stylopathes litocrada is een Antipathariasoort uit de familie van de Stylopathidae. De wetenschappelijke naam van de soort is voor het eerst geldig gepubliceerd in 2006 door Opresko.